# Oberea
Ne doit pas être confondu avec Oberea (reine).
Genre
Oberea est un genre de coléoptères de la famille des Cerambycidae qui comprend presque 300 espèces répandues dans le monde entier.

## Espèces rencontrées en Europe
Selon Fauna Europaea (17 janv. 2015) :
- sous-genre Oberea (Amaurostoma) :
  - Oberea erythrocephala
  - Oberea euphorbiae
  - Oberea moravica
  - Oberea taygetana
- sous-genre indéterminé :
  - Oberea linearis
  - Oberea maculicollis
  - Oberea oculata
  - Oberea pedemontana
  - Oberea pupillata

## Autres espèces
- Oberea affinis Leng & Hamilton, 1896
- Oberea delongi Knull, 1928
- Oberea flavipes Haldeman, 1847
- Oberea gracilis (Fabricius, 1801)
- Oberea myops Haldeman, 1847
- Oberea ocellata Haldeman, 1847
- Oberea oculaticollis (Say, 1824)
- Oberea perspicillata Haldeman, 1847
- Oberea praelonga Casey, 1913
- Oberea quadricallosa LeConte, 1874
- Oberea ruficollis (Fabricius, 1792)
- Oberea schaumi LeConte, 1852
- Oberea tripunctata (Swederus, 1787)